# Катава-гурума
Катава-гурума (яп. 片輪車) — дух-ёкай в японском фольклоре, схожий с ванюдо. Описывается в образе прекрасной девушки, которая в ночное время разъезжает на одноколёсной тележке (типичной для периода Эдо) с огненным колесом и проклинает всех, кто осмеливается на неё посмотреть.
Согласно легенде, в катава-гуруму превратилась женщина, которая везла в своей тележке с поля первые плоды урожая того года. Но на пустынной дороге к селению за ней с недобрыми намерениями погнался старик-злодей, который лишил её жизни. С того времени дух этой женщины завладел тележкой, и встреча с ней не приносит ничего хорошего.

## Рассказы о катава-гуруме
О встречах с катава-гурумой сообщали в разных районах Японии. Наиболее известен рассказ из исторической провинции Оми, где этот дух терроризировал одну деревню, так, что местные жители не осмеливались выходить или выглядывать на улицу после угасания сумерек. Но какая-то любопытная женщина не сдержалась и, приоткрыв дверь, подсмотрела когда дух проезжал мимо её дома. От катава-гурумы это не укрылось и она воскликнула: «Чем на меня смотреть, лучше бы за детьми смотрела». И в то же мгновение из этого дома исчезли дети. В отчаянии и раскаянии, несчастная мать написала на листке бумаги покаянные строфы, которые прикрепила к наружной стороне двери. В этом письме женщина умоляла возвратить ей малышей. В следующую ночь катава-гурума прочитала её послание и, похвалив женщину, вернула её детей, а на улицах деревни страшную тележку больше никогда с тех пор не видели.